# Colocleora sciabola
Colocleora sciabola là một loài bướm đêm trong họ Geometridae.